# Waage Matthison-Hansen
Waage Weyse Matthison-Hansen (27. december 1841- 23. juni 1911) var en dansk organist og komponist. Han var søn af Hans Matthison-Hansen og bror til Gottfred Matthison-Hansen samt far til Frederik Matthison-Hansen.
Ligesom mange andre i familien uddannede Waage Matthison-Hansen sig til organist med bl.a. August Winding som klaverlærer. I 1863 blev han ansat som organist i Holstebro, men allerede i 1865 flyttede han til Nykøbing Falster for at overtage organistembedet ved kirken der. I Nykøbing var han også musiklærer på Nykøbing Katedralskole og han blev i byen, til han i 1877 blev vikar hos sin far i Roskilde Domkirke. Ved faderens død i 1890 overtog han embedet. 
Waage Matthison-Hansens musikalske arv udgøres af en række klaver- og orgelstykker og sange samt enkelte kammermusikværker og nogle kantater.

## Eksterne links
- Frie noder af Waage Matthison-Hansen i International Music Score Library Project